# Istoria militară a Finlandei în timpul celui de-al Doilea Război Mondial
Istoria militară a Finlandei în timpul al doilea război mondial se referă la istoria Finlandei în perioada 1939 - 1945. Finlanda a luptat trei războaie: Războiul de iarnă împotriva Uniunii Sovietice, Războiul de Continuare cu Germania nazistă împotriva Uniunii Sovietice, și Războiul Laponiei împotriva Germaniei naziste. 

## Perioada de neutralitate
Când au început luptele celui de-al doilea război mondial, Finlanda a rămas neutră, ca să își apere independența. Însă după ce URSS-ul a atacat Istmul Carelian, guvernul finlandez ia decizia de a se alia cu Germania.

## Perioada de colaborare cu Axa
La data de 24 august 1939, Germania nazistă și Uniunea Sovietică au semnat Pactul Molotov-Ribbentrop. Într-o clauză secretă a acordului, Finlanda a fost parte din sfera de influență sovietică. La 12 octombrie, Uniunea Sovietică a început negocieri cu Finlanda în ceea ce privește unele părți ale teritoriului finlandez: Istmul Karelian, insulele din Golful Finlandei și Hanko. La 26 noiembrie, Uniunea Sovietică a acuzat armata finlandeză de bombardarea satului Mainila. La 30 noiembrie, Uniunea Sovietică a atacat Finlanda. Atacul a fost considerat ilegal de către Liga Națiunilor Unite și, ca urmare, Uniunea Sovietică a fost exclusă din acest organism la 14 decembrie.

### Războiul de Iarnă
Forțele sovietice pregătite de luptă împotriva Finlandei i-au decimat serios pe finlandezi. Armata Roșie a beneficiat de un avantaj de peste două ori a numărului de trupe și avantaj chiar mai mare în echipamente, inclusiv o supremație în aer aproape complet. Conducerea sovietică a stabilit, de asemenea, un regim marionetă, numit Republica Democrată Finlandeză, într-un oraș de frontieră ocupat în speranța că acest fapt ar încuraja foștii "roșii" din Războiul Civil să se revolte.
Războiul, cu toate acestea, s-a desfășurat foarte diferit. Țara a rămas unită împotriva agresorului și a regimului marionetă care nu a reușit să aibă un efect notabil. Armata finlandeză a luptat pe terenul lor, în condiții de iarnă foarte familiare. Moralul ridicat al trupelor finlandeze, tacticile lor creative și flexibile, terenul dificil și intemperiile au cauzat probleme semnificative pentru Armata Roșie. Sovieticii au fost dominați în mai multe lupte cheie, Bătălia de la Suomussalmi fiind un exemplu proeminent. Războiul a durat luni de zile, mai degrabă decât săptămâni, cu multe victime, iar prestigiul internațional al Uniunii Sovietice a suferit. 
Până în martie 1940, epuizarea absolută a condus la situația în care ambele părți au fost dispuse să negocieze un tratat de pace. Uniunea Sovietică a dorit să pună capăt războiului costisitor, care a devenit o rușine internațională. Cu toate acestea, finlandezii au fost nevoiți să facă concesii teritoriale semnificative. Suprafața pierdută totală fost de 35,000 km (aproximativ 9% din teritoriul finlandez).

### Războiul de Continuare
În timpul verii și toamna anului 1941, armata finlandeză a fost pusă pe ofensivă,având un scop: recucerirea teritoriilor pierdute în Războiul de iarnă. Armata finlandeză, de asemenea,a avansat în continuare, în special în direcția lacului Onega, (la est de Lacul Ladoga), ceea ce duce la ocupația Kareliei de Est ruse (aceasta nu a fost niciodată parte din Finlanda). Acest lucru a provocat Marea Britanie să declare război Finlandei pe 6 decembrie. Trupele germane și finlandeze în nordul Finlandei au avut mai puțin succes.
La 31 iulie 1941, Regatul Unit a lansat raiduri asupra Kirkenesului și Petsamoului pentru a arăta sprijinul pentru Uniunea Sovietică. Aceste raiduri au eșuat.
În decembrie 1941, armata finlandeză a luat poziții defensive. Acest lucru a dus la o lungă perioadă de calm relativ, în prima linie, care a durat până în 1944. În această perioadă, începând de la 1941, dar mai ales după înfrângerea Germaniei în Bătălia de la Stalingrad, antene intermitente de pace au avut loc. Aceste negocieri nu au dus la nici o soluționare.
La 16 martie 1944, președintele Statelor Unite, Franklin D. Roosevelt, a cerut să se disocieze Finlanda și Germania nazistă.
La 9 iunie 1944, Armata Roșie a lansat un atac masiv împotriva Finlandei. Faptul că inamicul a avut superioritatea numerică, și a reușit să surprindă armata finlandeză, a condus la o retragere aproximativ la aceleași poziție ca atunci când finlandezii au fost exploatați la sfârșitul războiului de iarnă. În cele din urmă finlandezii câștigă ultima bătălie oprind Armata Roșie (a se vedea Bătălia de Tali-Ihantala). URSS având nevoie de trupe pe frontul german renunță la ocuparea Finlandei și acceptă tratative de pace.
Președintele finlandez Risto Ryti și furherul Adolf Hitler au încheiat Acordul Ryti–Ribbentrop prin care Germania și Finlanda deveneau aliați. În schimb, Germania,a livrat arme către finlandezi. După ce invazia sovietică a fost oprită, cu toate acestea, Ryti a demisionat. Din cauza războiului, alegerile nu ar putea avea loc, și, prin urmare, Parlamentul l-a selectat pe mareșalul Carl Gustaf Emil Mannerheim în calitate de președinte și l-a acuzat că negociază o pace.
Față finlandeză a devenit un spectacol pentru conducerea sovietică, astfel cum acestea au fost într-o cursa pentru a ajunge la Berlin înainte de aliații occidentali. Acest lucru, precum și pierderi grele suferite de Armata Roșie, cauzate de către finlandezi, a dus la retragerea trupelor de pe frontul finlandez. La data de 4 septembrie 1944 o încetare a focului a fost de acord, iar armistițiul de la Moscova a fost semnat la 19 septembrie. În cadrul acordului de armistițiu Finlanda a fost obligată să expulzeze trupele germane din țară. Acest lucru a dus la războiul Laponiei.

## Perioada de colaborare cu aliații

### Războiul Laponiei
Războiul Laponiei a fost purtat între Finlanda și Germania nazistă în Laponia, partea nordică a Finlandei. Principalul interes strategic al Germaniei în regiune au fost minele de nichel din zona Petsamo.
Inițial, războiul a fost prudent pentru ambele părți, care reflectă cooperarea anterioară a celor două țări împotriva dușmanului lor comun, dar până la sfârșitul anului 1944 lupta s-a intensificat. Finlanda și Germania au făcut un acord informal și programul de trupele germane să se retragă din Laponia la Norvegia. Uniunea Sovietică nu a acceptat această "prietenie" și Finlanda forțat să își asume un rol mai activ în împingând germani din Laponia, intensificarea astfel ostilitățile.
Armata finlandeză a expulzat trupele străine din solul lor în aprilie 1945. În cadrul acordului de armistițiu, Finlanda a fost obligat să expulzeze trupele germane din țară. Acest lucru a dus la război Laponiei.

## Concluzii
Finlanda nu a fost de jure membru al Axei, deoarece nu a semnat Pactul Tripartit. Deci, Finlanda a fost un co-beligerant al Germaniei Naziste. De partea Axei, Finlanda nu a luptat decât cu Uniunea Sovietică, aceasta furând Istmul Caelian, care este acum parte a Rusiei.

## Urmări
Finlanda a trebuit să cedeze aproape 10% din teritoriul său, inclusiv al doilea cel mai mare oraș, Viipuri (din 1944 Vyborg), URSS-ului.